# Robert Hunter (ciclista)
Robert Owen Hunter, detto Robbie (Johannesburg, 22 novembre 1977), è un ex ciclista su strada e dirigente sportivo sudafricano. Velocista, professionista dal 1999 al 2013, vinse una tappa al Tour de France e due alla Vuelta a España.

## Carriera
Professionista dal 1999 con la Lampre-Daikin (dopo alcuni mesi da stagista nel 1998 con la Mapei-Bricobi), nel 2000 si laurea campione nazionale su strada nella prova a cronometro a Port Elizabeth. Ai Campionati africani del 2006 alle Mauritius conquista invece la medaglia d'oro nella prova a cronometro e il bronzo nella prova in linea.
Al Tour de France del 2007 vince la tappa di Montpellier, diventando il primo sudafricano della storia a trionfare in una frazione della Grande Boucle. Nella stessa edizione della Grande Boucle giunge secondo nella classifica a punti, preceduto solo da Tom Boonen. Ha vinto inoltre due tappe alla Vuelta a España con un secondo posto nella classifica a punti nel 1999.
Nel settembre 2009 annuncia il passaggio alla Garmin per l'anno successivo a causa del ritiro dalle competizioni del Team Barloworld, con il quale correva dal 2007; nel 2011 si accasa quindi al Team RadioShack di Johan Bruyneel, prima di tornare alla Garmin all'inizio del 2012. Si ritira dall'attività al termine della stagione 2013, dopo 15 anni nel professionismo.
Nel marzo 2014 assume il ruolo di direttore sportivo nell'ultima squadra in cui aveva gareggiato, il team Garmin di Jonathan Vaughters, rimanendo in carica fino a fine 2015.

## Palmarès
- 1998 (Mapei-Bricobi, una vittoria)

2ª tappa Commercial Bank Classic
- 1999 (Lampre-Daikin, una vittoria)

1ª tappa Vuelta a España (Benidorm)
- 2000 (Lampre-Daikin, quattro vittorie)

6ª tappa Rapport Toer (Ceres)
Campionati sudafricani, Prova a cronometro
2ª tappa Giro dei Paesi Bassi (Horn)
3ª tappa Giro dei Paesi Bassi (Leeuwarden)
- 2001 (Lampre-Daikin, due vittorie)

Tour Beneden-Maas
17ª tappa Vuelta a España (Albacete)
- 2002 (Mapei-Quick Step, quattro vittorie)

1ª tappa Tour de Langkawi (Putrajaya, cronometro)
3ª tappa Tour de Langkawi (Sitiawan)
5ª tappa Tour de Langkawi (Malacca)
1ª tappa Tour de Pologne (Sopot)
- 2004 (Rabobank, nove vittorie)

3ª tappa Tour of Qatar (Doha)
5ª tappa Tour of Qatar (Doha Corniche)
Classifica generale Tour of Qatar
3ª tappa Giro di Svizzera (Vallorbe)
5ª tappa Giro di Svizzera (Adelboden)
1ª prova UNIQA Classic (Traismauer)
3ª prova UNIQA Classic (Traismauer)
4ª tappa Sachsen-Tour International (Freital)
tappa Österreich-Rundfahrt (Gresten)
- 2005 (Phonak Hearing Systems, quattro vittorie)

Doha International Grand Prix
5ª tappa Tour Méditerranéen (Cabriès > Marsiglia)
4ª tappa Setmana Catalana (Bagà > Palau-solità i Plegamans)
1ª tappa Tour de Georgia (Macon)
- 2006 (Phonak Hearing Systems, tre vittorie)

Wirlo 100
Amashova National Classic
Campionati africani, Prova a cronometro
- 2007 (Barloworld, sette vittorie)

5ª prova Giro del Capo (Città del Capo)
2ª tappa Volta ao Distrito de Santarém ( Abrantes Cartaxo)
Classifica finale Volta ao Distrito de Santarém
2ª tappa Clásica de Alcobendas (Collado Villalba)
1ª tappa Tour de Picardie (Albert)
Classifica finale Tour de Picardie
11ª tappa Tour de France (Marsiglia > Montpellier)
- 2008 (Barloworld, quattro vittorie)

3ª prova Intaka Teck World View Challenge
4ª prova Intaka Teck World View Challenge
Cape Argus Pick'Pay Tour
4ª tappa Grande Prémio Internacional CTT Correios de Portugal (Pòvoa de Varzim)
- 2009 (Barloworld, tre vittorie)

4ª tappa Giro del Mediterraneo (Gréasque > Bouc-Bel-Air)
1ª prova Giro del Capo (Wellington)
3ª tappa Giro del Trentino (Tesero > Innervillgraten)
- 2010 (Garmin-Transitions, due vittorie)

1ª tappa Vuelta a Murcia (San Pedro del Pinatar > San Pedro del Pinatar)
2ª tappa Vuelta a Murcia (Calasparra > Caravaca de la Cruz)
- 2011 (Team RadioShack, due vittorie)

Tour de Mumbai II-Mumbai Cyclothon
1ª tappa Österreich-Rundfahrt (Götzis)
- 2012 (Garmin-Barracuda, una vittoria)

Campionati sudafricani, Prova in linea
- 2013 (Garmin-Sharp, due vittorie)

2ª tappa Mzansi Tour
Classifica generale Mzansi Tour

### Altri successi
- 1999 (Lampre)

Classifica sprint Vuelta a España
- 2002 (Mapei)

Classifica a punti Tour de Langkawi
- 2004 (Rabobank)

Classifica degli sprint Giro di Svizzera
- 2005 (Phonak)

Cronosquadre Volta Ciclista a Catalunya
- 2009 (Barloworld)

Classifica scalatori Giro del Capo
- 2012 (Team Garmin-Barracuda)

2ª tappa Tour of Qatar (cronosquadre)
4ª tappa Giro d'Italia (cronosquadre)

## Piazzamenti

### Grandi Giri
- Giro d'Italia

2009: 154º
2011: non partito (15ª tappa)
2012: squalificato (20ª tappa)
2013: 141º
- Tour de France

2001: ritirato (13ª tappa)
2002: 97º
2003: ritirato (14ª tappa)
2005: ritirato (12ª tappa)
2006: fuori tempo massimo (19ª tappa)
2007: 118º
2008: 107º
2010: non partito (11ª tappa)
2012: non partito (7ª tappa)
- Vuelta a España

1999: 72º
2001: 118º
2004: ritirato (9ª tappa)

### Classiche monumento
- Milano-Sanremo

1998: ritirato
2000: 113º
2002: 91º
2003: 42º
2004: 50º
2005: ritirato
2006: 106º
2007: 10º
2008: 141º
2009: 53º
2011: ritirato
2012: 105º
2013: ritirato
- Giro delle Fiandre

1999: ritirato
2000: ritirato
2002: 12º
2003: ritirato
2005: ritirato
2008: ritirato
2009: ritirato
- Parigi-Roubaix

2000: 39º
2002: 40º
2003: ritirato
2004: 31º
2005: ritirato
2006: 69º
2008: ritirato

### Competizioni mondiali
- Campionati del mondo

Plouay 2000 - Cronometro: 15º
Plouay 2000 - In linea: ritirato
Zolder 2002 - Cronometro: 28º
Zolder 2002 - In linea: 45º
Salisburgo 2006 - Cronometro: 18º
Salisburgo 2006 - In linea: 96º
Stoccarda 2007 - In linea: ritirato
Varese 2008 - In linea: ritirato
- Giochi olimpici

Sydney 2000 - In linea: ritirato
Atene 2004 - In linea: ritirato
Atene 2004 - Cronometro: non partito
Pechino 2008 - In linea: ritirato